# Răducăneni
Răducăneni – wieś w Rumunii, w okręgu Jassy, w gminie Răducăneni. W 2011 roku liczyła 5065 mieszkańców.